# Simon Pagenaud

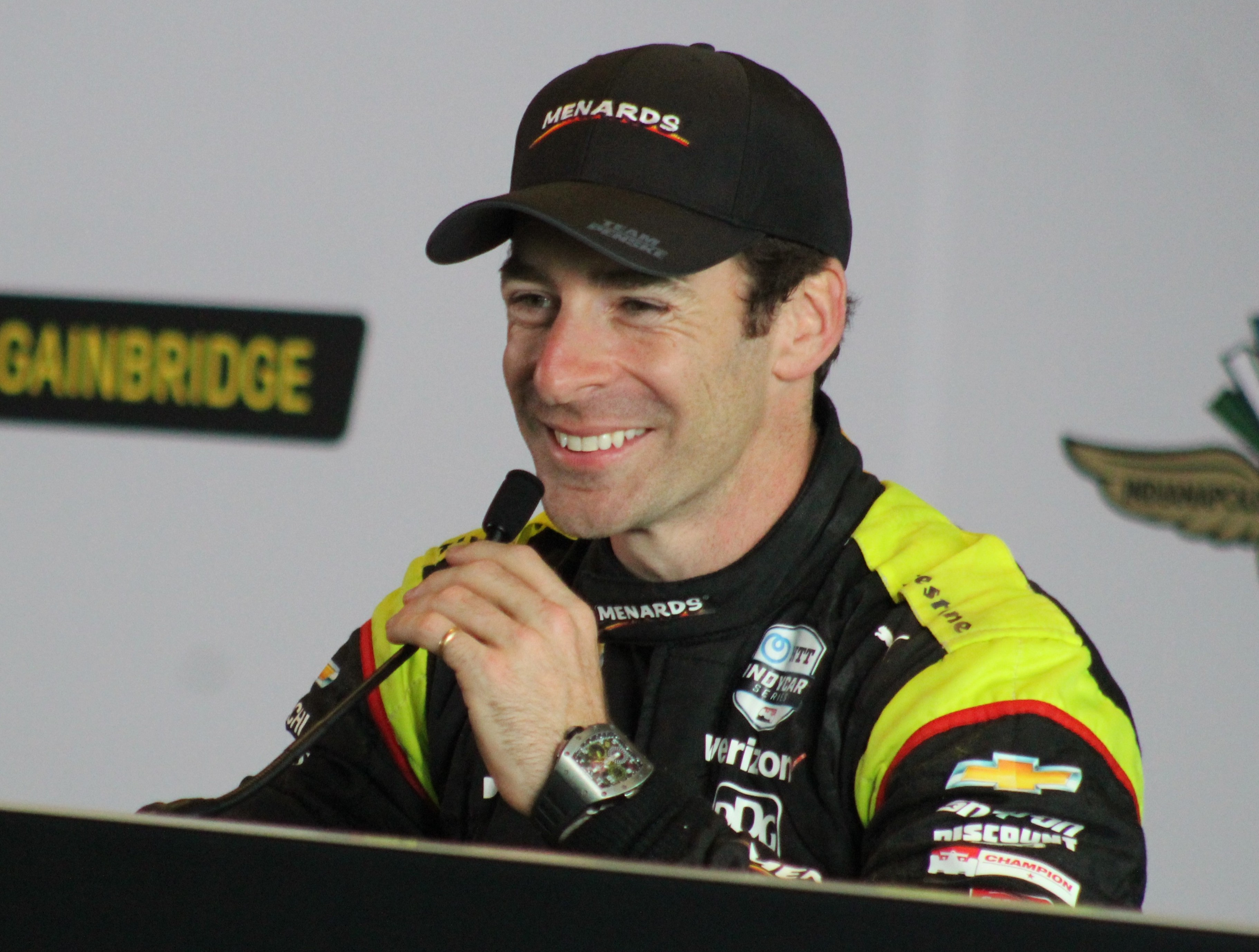
Simon Pagenaud (2019)

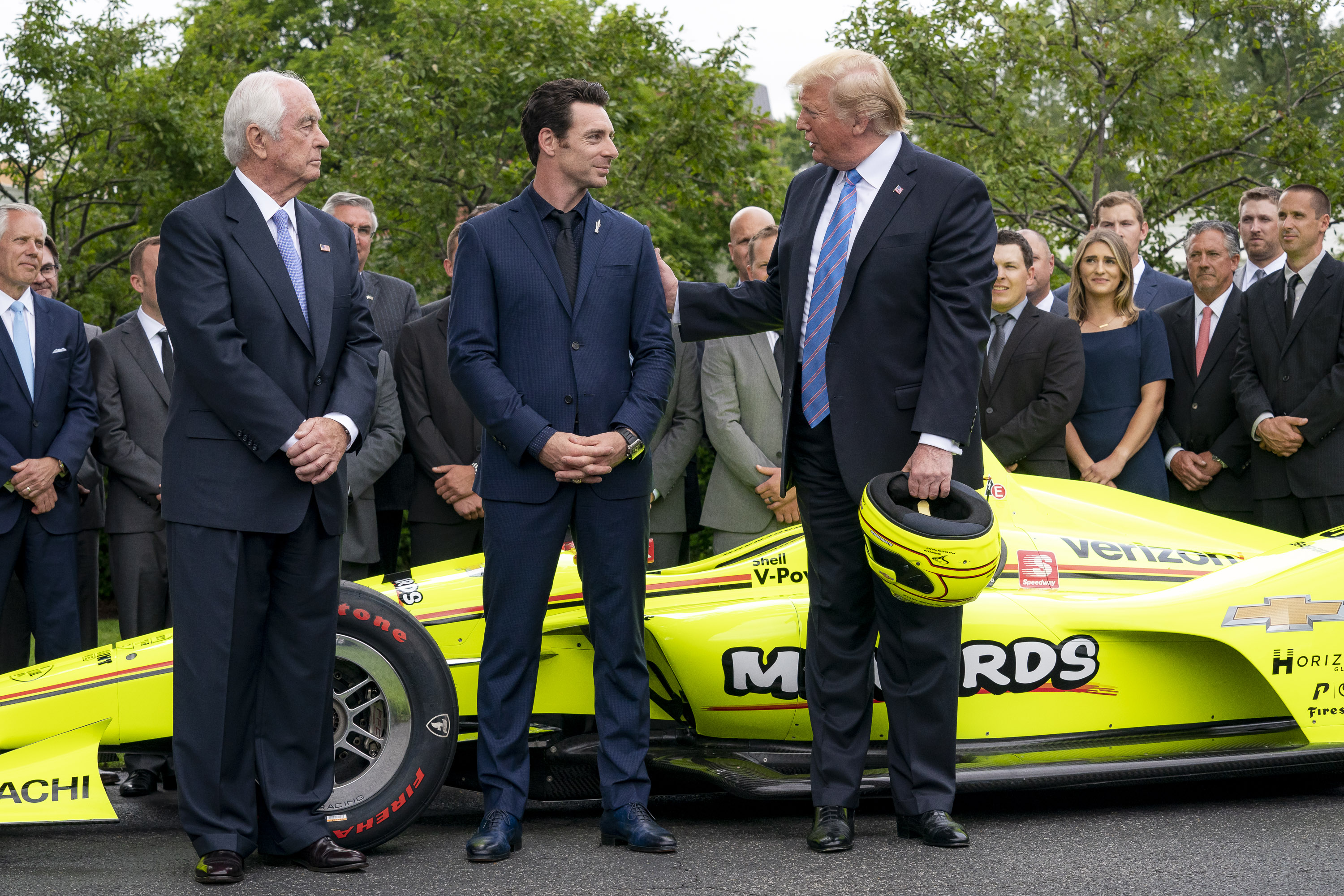
Simon Pagenaud mit Roger Penske und Donald Trump nach seinem Sieg beim Indianapolis 500 2019

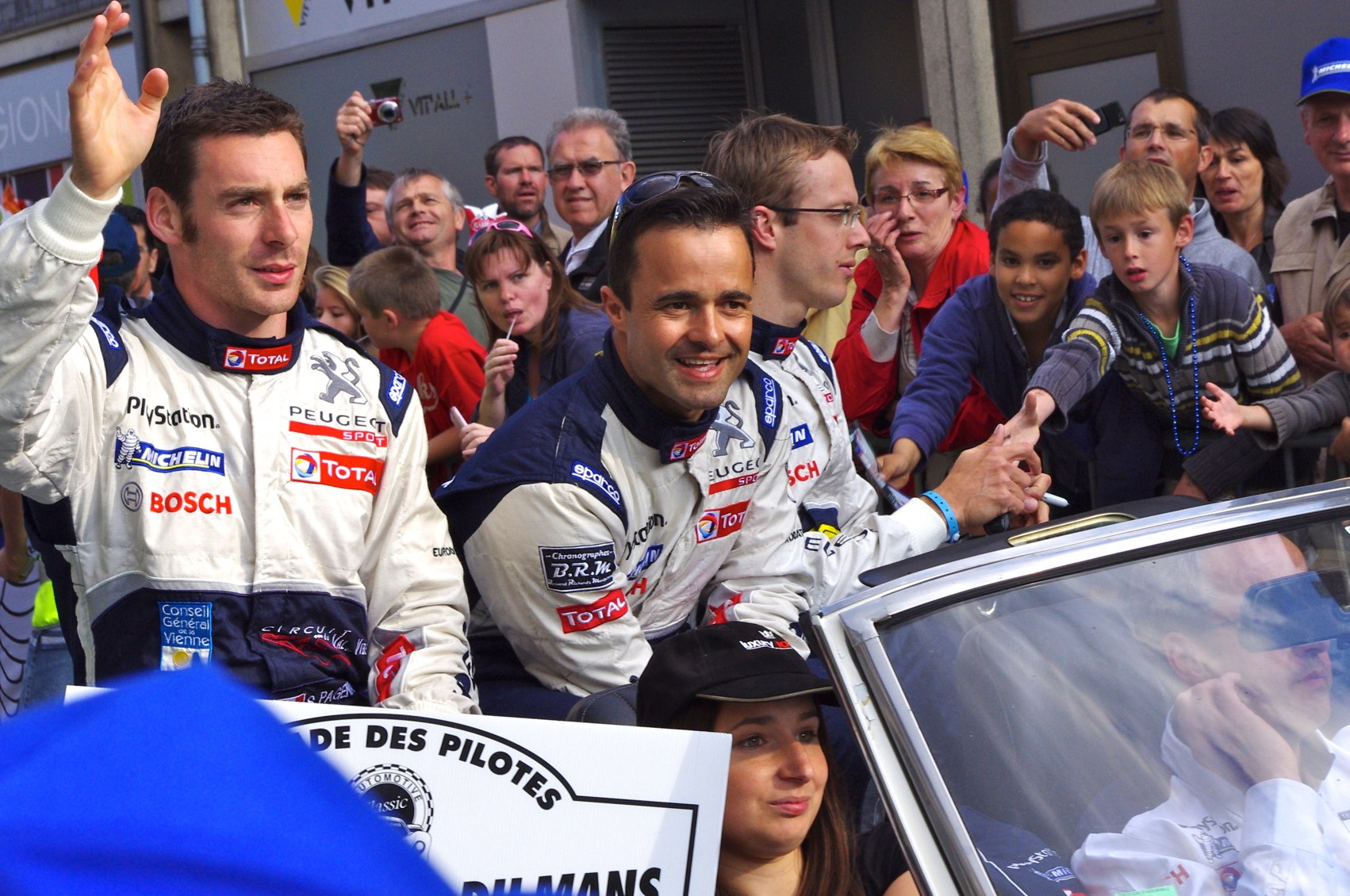
Simon Pagenaud mit Pedro Lamy und Sébastien Bourdais bei der Fahrerparade zum 24-Stunden-Rennen von Le Mans 2011

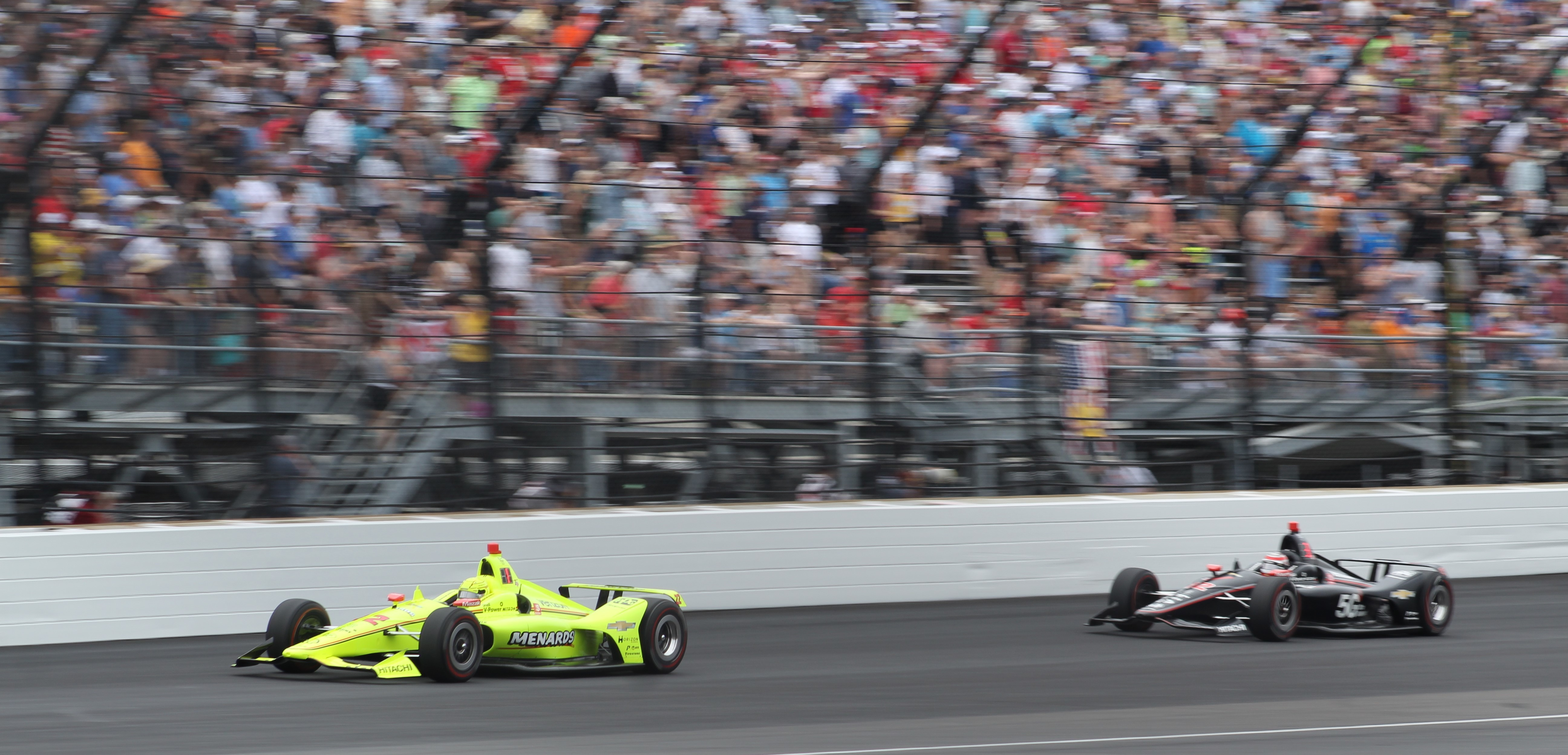
Simon Pagenaud bei der Zielankunft in Indianapolis 2019

Simon Pierre Pagenaud (* 18. Mai 1984 in Poitiers) ist ein französischer Automobilrennfahrer. 2006 gewann er die Atlantic Championship. 2010 erzielte er zusammen mit David Brabham den Meistertitel der American Le Mans Series. Seit 2012 tritt er in der IndyCar Series an. Dort gewann er 2016 die Fahrermeisterschaft und 2019 das Indianapolis 500.

## Karriere

### Anfänge im Motorsport
Pagenaud begann seine Motorsportkarriere im Formelsport 2001 in der französischen Formel Renault Campus und wurde auf Anhieb Vizemeister. 2002 wechselte er in die französische Formel Renault. Der Rennfahrer gewann ein Rennen und belegte den dritten Gesamtrang. Außerdem startete er bei einem Rennen des Formel Renault 2.0 Eurocups. 2003 blieb Pagenaud in beiden Rennserien. Während er sich in der französischen Formel Renault auf den sechsten Platz im Gesamtklassement verschlechterte, wurde er mit einem Sieg Dritter im Formel Renault 2.0 Eurocup. Darüber hinaus nahm er an zwei Rennen der deutschen Formel Renault teil.
2004 verteidigte er den sechsten Gesamtrang in der französischen Formel Renault und wurde mit zwei Siegen hinter Scott Speed Vizemeister im Formel Renault 2.0 Eurocup. 2005 wechselte er in die Formel Renault 3.5. Mit einem vierten Platz als bestes Resultat belegte er den 16. Platz im Gesamtklassement. 2006 wechselte er nach Nordamerika und startete für das Team Australia in der Atlantic Championship. Obwohl er nur ein Rennen gewann, sicherte er sich den Meistertitel vor Graham Rahal, der fünf Rennen für sich entschied.

### Champ Car World Series (2007)
2007 wechselte Pagenaud nach seinem Titelgewinn in die Champ Car World Series, wo er auch für das Team Australia antrat. Während sein Teamkollege Will Power zwei Rennen gewann, gelang Pagenaud keine Podest-Platzierung und vierte Plätze waren seine besten Ergebnisse. Am Saisonende belegte er den achten Gesamtrang. Nachdem die Champ-Car-Serie 2008 mit der IndyCar Series wiedervereinigt wurde, war der Rennfahrer ohne Cockpit.

### Sportwagenrennen (2008 bis 2011)
Pagenaud wechselte stattdessen in die American Le Mans Series (ALMS) und wurde Teamkollege von Gil de Ferran. Die beiden beendeten die Saison auf dem neunten Platz in der LMP2-Wertung. Außerdem gab er sein Debüt beim 24-Stunden-Rennen von Le Mans. 2009 nahm er wie im Vorjahr an der ALMS teil. Zwar gewannen de Ferran und Pagenaud die Hälfte aller Rennen, es reichte aber nur zum Vizemeistertitel. 2010 wechselte er zu Patron Highcroft Racing und wurde Teamkollege von David Brabham. Die beiden gewannen vier Rennen und entschieden den Meistertitel in der LMP-Klasse für sich. 2009 und 2010 nahm er zudem an jeweils einem Rennen der Le Mans Series teil, das er gewann. 2011 blieb Pagenaud zunächst bei Highcroft Racing in der AMLS. Nach einem Rennen wechselte er zu Peugeot, für die er an einigen Sportwagenrennen der ALMS, Le Mans Series und des Intercontinental Le Mans Cups teilnahm. Zusammen mit Sébastien Bourdais gewann er das Rennen in Silverstone. Das 24-Stunden-Rennen von Le Mans beendete er in einem Peugeot 908 als Zweiter. Dies war seine erste Zielankunft in Le Mans. Darüber hinaus kehrte Pagenaud in den Formelsport zurück und debütierte beim zweiten Rennen der IndyCar Series für Dreyer & Reinbold Racing. Er vertrat Ana Beatriz, die mit einer Handgelenkverletzung ausfiel, für ein Rennen und kam auf dem achten Platz ins Ziel. Im weiteren Verlauf der Saison 2011 kam er noch mal bei Dreyer & Reinbold Racing, diesmal als Verletzungsvertreter für Justin Wilson, und einmal bei HVM Racing als Vertretung für Simona de Silvestro zu einem Einsatz. In der Gesamtwertung wurde er schließlich 31. Außerdem nahm er 2011 an zwei Rennen der V8 Supercar Championship Series teil.

### IndyCar Series (seit 2012)
Für die Saison 2012 erhielt Pagenaud ein IndyCar-Cockpit bei Schmidt Hamilton Motorsports. Bereits bei Saisonauftakt in St. Petersburg erzielte er eine Trainingsbestzeit und qualifizierte sich innerhalb der Top-6. Aufgrund eines vorzeitigen Motorenwechsels ging er jedoch vom 16. Startplatz ins Rennen. Das Ziel erreichte er auf dem sechsten Platz, der seine bis dahin beste IndyCar-Platzierung darstellte. Beim zweiten Rennen in Birmingham gelang es ihm, diese Platzierung zu verbessern und er kam auf dem fünften Platz ins Ziel. Ein Rennen später in Long Beach folgte mit einem zweiten Platz schließlich seine erste Podest-Platzierung. In Detroit, beim Honda Indy 200 at Mid-Ohio und in Baltimore stand er als Dritter erneut auf dem Podium. Pagenaud entschied 2012 die Rookie-Wertung mit großem Vorsprung für sich und wurde als zweitbester Honda-Pilot Gesamtfünfter. Darüber hinaus nahm er an einem Rennen der American Le Mans Series teil. 2013 blieb Pagenaud in der IndyCar Series bei seinem Rennstall. Nachdem er bei den ersten sechs Rennen viermal in die Top-10 gekommen war, gewann er das zweite Rennen in Detroit. Es war der erste IndyCar-Sieg für ihn und sein Team. Sechs Rennen später in Lexington führte Pagenaud das Rennen für einige Runden an. Er musste sich jedoch Charlie Kimball geschlagen geben und kam auf dem zweiten Platz ins Ziel. Nach einem fünften Platz beim darauf folgenden Rennen, gelang Pagenaud in Baltimore sein zweiter Saisonsieg. In der Gesamtwertung verbesserte er sich auf den dritten Platz und er wurde erneut zweitbester Honda-Pilot. Darüber hinaus trat er für Level 5 Motorsports zu zwei Rennen in der LMP2-Klasse der ALMS an. Dabei entschied er diese Wertung einmal zusammen mit Scott Tucker für sich. Außerdem ging Pagenaud zu einem Rennen der Rolex Sports Car Series an den Start.
2014 absolvierte Pagenaud für Schmidt seine dritte vollständige Saison in der IndyCar Series. Nachdem er bereits in den ersten drei Rennen in die Top-5 gekommen war, erzielte er beim Grand Prix of Indianapolis einen Sieg. In Houston entschied Pagenaud ein weiteres Rennen für sich. Pagenaud hatte bis zum letzten Rennen eine Titelchance und wurde schließlich Fünfter in der Fahrerwertung. Damit war Pagenaud erstmals bester Honda-Pilot. Darüber hinaus trat er für Extreme Speed Motorsports zu zwei Rennen der neugegründeten United SportsCar Championship (USCC) an.
Für 2015 erhielt Pagenaud ein IndyCar-Cockpit beim Team Penske, die für ihn ein viertes Fahrzeug einführten. Während seine drei Teamkollegen Juan Pablo Montoya, Power und Hélio Castroneves bis zum Saisonende Titelchancen hatten und die Saison in den Top-5 der Meisterschaft beendeten, wurde Pagenaud Gesamtelfter. Zwei dritte Plätze in Detroit und Lexington waren seine besten Ergebnisse. Außerdem trat er für Corvette Racing zu zwei Rennen der United SportsCar Championship 2015 an.
2016 blieb Pagenaud bei Penske in der IndyCar Series. Beim Saisonauftakt in St. Petersburg erzielte Pagenaud die meisten Führungsrunden und wurde hinter seinem Teamkollegen Montoya Zweiter. Auch beim zweiten Lauf in Phoenix erreichte er den zweiten Platz und übernahm die Meisterschaftsführung, die er bis zum Saisonende behielt. Die nächsten drei Rennen in Long Beach, Birmingham und Indianapolis gewann er. Bei den restlichen elf Saisonrennen, erreichte Pagenaud drei weitere Podest-Platzierungen. In Detroit wurde er Zweiter, das Rennen in Lexington und das Saisonfinale in Sonoma entschied er für sich. Pagenaud setzte sich schließlich mit 659 Punkten zu 532 Punkten gegen seinen Teamkollegen Power durch. Seine weiteren Teamkollegen Castroneves und Montoya wurden Dritter bzw. Achter.
2017 beendete er die Meisterschaft als Gesamtzweiter. Er gewann zwei Rennen und unterlag seinem neuen Teamkollegen Josef Newgarden mit 629 zu 642 Punkten. 2018 blieb er ohne Sieg. Mit zwei zweiten Plätzen als beste Ergebnisse reichte es in der Fahrerwertung zu Platz sechs. In der Saison 2019 gewann er im Mai zuerst den INDYCAR Grand Prix, dann die Pole-Position für das Indy 500 und eine Woche später das Rennen selbst. Er gewann mit 2 Zehnteln Vorsprung vor Alexander Rossi, den er in der vorletzten Runde zum Sieg überholt hatte. Danach lag er für ein Rennen an der Spitze der Fahrerwertung. Er gewann auch noch das Honda Indy Toronto. Im letzten Rennen sicherte er sich den zweiten Platz der Fahrerwertung. 2020 blieb sein Sieg auf dem Iowa Speedway der einzige der Saison. Er war dabei vom 23. und damit letzten Startplatz gestartet. In der Meisterschaft wurde er Achter. In der Saison 2021 waren zwei dritte Plätze beim Grand Prix of St. Petersburg und Indianapolis 500 seine einzigen Podestplatzierungen. Er belegte den achten Platz der Gesamtwertung. Nach dem letzten Rennen wurde bekannt, dass Pagenaud das Team Penske verlässt und für 2022 einen Vertrag bei Meyer Shank Racing unterschrieben hat. Er fährt den zweiten Wagen des Teams, der erstmals die komplette Saison eingesetzt werden soll und wird Teamkollege von Hélio Castroneves.
2022 trat er für sein neues Team Meyer Shank Racing auch im 24-Stunden-Rennen von Daytona an. Mit seinen Teamkollegen Tom Blomqvist, Oliver Jarvis und Hélio Castroneves gewann er das Rennen.

## Persönliches
Pagenaud ist verheiratet und Vater eines Sohns. Für seinen Hund Norman Pagenaud, einen Jack Russell Terrier, betreibt er ein eigenes Twitter- und Instagram-Profil.

## Statistik

### Karrierestationen
| - 2001: Französische Formel Renault Campus (Platz 2) - 2002: Französische Formel Renault (Platz 3) - 2002: Formel Renault 2.0 Eurocup (Platz 24) - 2003: Formel Renault 2.0 Eurocup (Platz 3) - 2003: Französische Formel Renault (Platz 6) - 2003: Deutsche Formel Renault - 2004: Formel Renault 2.0 Eurocup (Platz 2) - 2004: Französische Formel Renault (Platz 6) - 2005: Formel Renault 3.5 (Platz 16) - 2005: Französische Formel Renault - 2006: Atlantic Championship (Meister) - 2007: Champ Car (Platz 8) - 2008: ALMS, LMP2 (Platz 9) - 2009: ALMS, LMP1 (Platz 2) - 2009: Le Mans Series, LMP1 (Platz 10) | - 2010: ALMS, LMP (Meister) - 2010: Le Mans Series, LMP1 (Platz 14) - 2011: ALMS, LMP1 - 2011: Le Mans Series, LMP1 - 2011: ILMC - 2011: IndyCar Series (Platz 31) - 2011: V8 Supercar Championship Series (Platz 49) - 2012: IndyCar Series (Platz 5) - 2012: ALMS, LMP1 (Platz 8) - 2013: IndyCar Series (Platz 3) - 2013: ALMS, LMP2 (Platz 8) - 2013: Rolex Sports Car Series, DP - 2014: IndyCar Series (Platz 5) - 2014: USCC, Prototype (Platz 32) - 2015: IndyCar Series (Platz 11) | - 2015: USCC, GTLM (Platz 18) - 2016: IndyCar Series (Meister) - 2016: WSCC, P (Platz 22) - 2017: IndyCar Series (Platz 2) - 2017: WSCC, P (Platz 30) - 2018: IndyCar Series (Platz 6) - 2018: WSCC, P (Platz 34) - 2019: IndyCar Series (Platz 2) - 2019: WSCC, DPi (Platz 20) - 2020: IndyCar Series (Platz 8) - 2020: WSCC, DPi (Platz 17) - 2021: IndyCar Series (Platz 8) - 2020: WSCC, DPi (Platz 10) - 2022: IndyCar Series (Platz 15) - 2023: IndyCar Series (Platz 28) |

### Einzelergebnisse in der IndyCar Series
| Jahr | Team                                  | 1   | 2   | 3   | 4   | 5     | 6    | 7     | 8   | 9   | 10  | 11   | 12   | 13  | 14  | 15  | 16  | 17  | 18  | 19  | Punkte | Rang |
| ---- | ------------------------------------- | --- | --- | --- | --- | ----- | ---- | ----- | --- | --- | --- | ---- | ---- | --- | --- | --- | --- | --- | --- | --- | ------ | ---- |
| 2011 | Dreyer & Reinbold Racing              | STP | ALA | LBH | SAO | INDY  | TXS  | TXS   | MIL | IOW | TOR | EDM  | MDO  | NHA | SNM | BAL | MOT | KTY | LSV |     | 56     | 31.  |
| 2011 | Dreyer & Reinbold Racing              |     | 8   |     |     |       |      |       |     |     |     |      | 13   |     |     |     |     |     |     |     | 56     | 31.  |
| 2011 | HVM Racing                            |     |     | 15  |     |       |      |       |     |     |     |      |      |     |     |     |     |     |     |     | 56     | 31.  |
| 2012 | Schmidt Hamilton Motorsport           | STP | ALA | LBH | SAO | INDY  | DET  | TXS   | MIL | IOW | TOR | EDM  | MDO  | SNM | BAL | FON |     |     |     |     | 387    | 5.   |
| 2012 | Schmidt Hamilton Motorsport           | 6   | 5   | 2*  | 12  | 1623  | 3    | 6     | 13  | 5   | 12  | 20   | 3    | 7   | 3   | 15  |     |     |     |     | 387    | 5.   |
| 2013 | Schmidt-Hamilton Motorsport           | STP | ALA | LBH | SAO | INDY  | DET  | DET   | TXS | MIL | IOW | POC  | TOR  | TOR | MDO | SNM | BAL | HOU | HOU | FON | 508    | 3.   |
| 2013 | Schmidt-Hamilton Motorsport           | 24  | 6   | 8   | 9   | 821   | 12   | 1L    | 13  | 12  | 611 | 6    | 9    | 12  | 2L  | 5   | 1L  | 4   | 6   | 13  | 508    | 3.   |
| 2014 | Schmidt Peterson Hamilton Motorsports | STP | LBH | ALA | IMS | INDY  | DET  | DET   | TXS | HOU | HOU | POC  | IOW  | TOR | TOR | MDO | MIL | SNM | FON |     | 565    | 5.   |
| 2014 | Schmidt Peterson Hamilton Motorsports | 5   | 5   | 4   | 1L  | 127,5 | 22   | 6     | 4   | 16L | 1L  | 6    | 11   | 4L  | 22  | 9   | 7   | 3   | 20  |     | 565    | 5.   |
| 2015 | Team Penske                           | STP | NOL | LBH | ALA | IMS   | INDY | DET   | DET | TXS | TOR | FON  | MIL  | IOW | MDO | POC | SNM |     |     |     | 384    | 11.  |
| 2015 | Team Penske                           | 5L  | 20  | 4   | 9L  | 25    | 10L  | 3     | 14  | 11L | 11  | 9L   | 9    | 14  | 3   | 7L  | 16  |     |     |     | 384    | 11.  |
| 2016 | Team Penske                           | STP | PHO | LBH | ALA | IMS   | INDY | DET   | DET | ROA | IOW | TOR  | MDO  | POC | TXS | WGL | SNM |     |     |     | 659    | 1.   |
| 2016 | Team Penske                           | 2*  | 2   | 1L  | 1*  | 1*    | 198  | 13*   | 2*  | 13L | 4L  | 9L   | 1L   | 18L | 4   | 7   | 1*  |     |     |     | 659    | 1.   |
| 2017 | Team Penske                           | STP | LBH | ALA | PHO | IMS   | INDY | DET   | DET | TXS | ROA | IOW  | TOR  | MDO | POC | STL | WGL | SNM |     |     | 629    | 2.   |
| 2017 | Team Penske                           | 2L  | 5   | 3   | 1*  | 4     | 1423 | 16    | 5   | 3   | 4   | 7L   | 5L   | 4   | 4   | 3L  | 9   | 1*  |     |     | 629    | 2.   |
| 2018 | Team Penske                           | STP | PHO | LBH | ALA | IMS   | INDY | DET   | DET | TXS | ROA | IOW  | TOR  | MDO | POC | STL | POR | SNM |     |     | 492    | 6.   |
| 2018 | Team Penske                           | 13  | 10L | 24  | 9   | 8     | 6L2  | 17    | 10  | 2L  | 7   | 8    | 2L   | 8   | 8   | 4   | 6   | 4   |     |     | 492    | 6.   |
| 2019 | Team Penske                           | STP | COA | ALA | LBH | IMS   | INDY | DET   | DET | TXS | ROA | TOR  | IOW  | MDO | POC | STL | POR | LAG |     |     | 616    | 2.   |
| 2019 | Team Penske                           | 7   | 19  | 9   | 6   | 1L    | 1*1  | 6     | 17  | 6   | 9   | 1*   | 4L   | 6   | 3*  | 5L  | 7   | 4L  |     |     | 616    | 2.   |
| 2020 | Team Penske                           | TXS | IMS | ROA | ROA | IOW   | IOW  | INDY  | STL | STL | MDO | MDO  | IMS  | IMS | STP |     |     |     |     |     | 339    | 8.   |
| 2020 | Team Penske                           | 2   | 3   | 12  | 13  | 1*    | 4    | 22L25 | 19  | 16  | 18  | 6    | 16   | 10  | 6   |     |     |     |     |     | 339    | 8.   |
| 2021 | Team Penske                           | ALA | STP | TXS | TXS | IMS   | INDY | DET   | DET | ROA | MDO | NSH  | IMS  | STL | POR | LAG | LBH |     |     |     | 383    | 8.   |
| 2021 | Team Penske                           | 12  | 3L  | 10  | 6   | 6     | 326  | 12    | 8   | 18  | 14  | 21   | 16L  | 8L  | 21  | 8   | 5   |     |     |     | 383    | 8.   |
| 2022 | Meyer Shank Racing                    | STP | TXS | LBH | ALA | IMS   | INDY | DET   | ROA | MDO | TOR | IOW1 | IOW2 | IMS | NSH | GAT | POR | LAG |     |     | 314    | 15.  |
| 2022 | Meyer Shank Racing                    | 15  | 8   | 19  | 11  | 2     | 8    | 9     | 12  | 10  | 7   | 23   | 23   | 25  | 9   | 20  | 23  | 17  |     |     | 314    | 15.  |
| 2023 | Meyer Shank Racing                    | STP | TXS | LBH | ALA | IMS   | INDY | DET   | ROA | MDO | TOR | IOW1 | IOW2 | NSH | IMS | GAT | POR | LAG |     |     | 88     | 28.  |
| 2023 | Meyer Shank Racing                    | 26  | 17  | 15  | 18  | 25    | 25   | 13    | 14  | INJ |     |      |      |     |     |     |     |     |     |     | 88     | 28.  |

Legende

### Le-Mans-Ergebnisse
| Jahr | Team               | Fahrzeug            | Teamkollege              | Teamkollege        | Platzierung | Ausfallgrund |
| ---- | ------------------ | ------------------- | ------------------------ | ------------------ | ----------- | ------------ |
| 2008 | Oreca              | Courage-ORECA LC70  | Olivier Panis            | Marcel Fässler     | Ausfall     | Unfall       |
| 2009 | Pescarolo Sport    | Peugeot 908 HDi FAP | Jean-Christophe Boullion | Benoît Tréluyer    | Ausfall     | Unfall       |
| 2010 | Team Peugeot Total | Peugeot 908 HDi FAP | Pedro Lamy               | Sébastien Bourdais | Ausfall     | Aufhängung   |
| 2011 | Team Peugeot Total | Peugeot 908         | Pedro Lamy               | Sébastien Bourdais | Rang 2      |              |
| 2023 | Cool Racing        | Oreca 07            | Vladislav Lomko          | Reshad de Gerus    | Ausfall     | Unfall       |

### Sebring-Ergebnisse
| Jahr | Team                       | Fahrzeug                | Teamkollege        | Teamkollege           | Platzierung     | Ausfallgrund |
| ---- | -------------------------- | ----------------------- | ------------------ | --------------------- | --------------- | ------------ |
| 2009 | de Ferran Motorsports      | Acura ARX-02a           | Gil de Ferran      | Scott Dixon           | Ausfall         | Mechanik     |
| 2010 | Patrón Highcroft Racing    | HPD ARX-01c             | Marino Franchitti  | David Brabham         | Rang 5          |              |
| 2011 | Highcroft Racing           | HPD ARX-01e             | Marino Franchitti  | David Brabham         | Rang 2          |              |
| 2012 | Muscle Milk Pickett Racing | HPD ARX-03a             | Klaus Graf         | Lucas Luhr            | Ausfall         | Defekt       |
| 2013 | Level 5 Motorsports        | HPD ARX-03b             | Scott Tucker       | Ryan Hunter-Reay      | Rang 7          |              |
| 2014 | Extreme Speed Motorsports  | HPD ARX-03b             | Ed Brown           | Johannes van Overbeek | Rang 5          |              |
| 2015 | Corvette Racing            | Chevrolet Corvette C7.R | Tommy Milner       | Oliver Gavin          | Ausfall         | Defekt       |
| 2018 | Acura Team Penske          | Acura ARX-05            | Juan Pablo Montoya | Dane Cameron          | Ausfall         | Motorschaden |
| 2019 | Acura Team Penske          | Acura ARX-05            | Juan Pablo Montoya | Dane Cameron          | Rang 9          |              |
| 2020 | Acura Team Penske          | Acura ARX-05            | Juan Pablo Montoya | Dane Cameron          | Rang 2          |              |
| 2021 | Ally Cadillac Racing       | Cadillac DPi V.R        | Kamui Kobayashi    | Jimmie Johnson        | disqualifiziert |              |

### Einzelergebnisse in der FIA-Langstrecken-Weltmeisterschaft
| Saison | Team                       | Rennwagen   | 1   | 2   | 3   | 4   | 5   | 6   | 7   | 8   |
| ------ | -------------------------- | ----------- | --- | --- | --- | --- | --- | --- | --- | --- |
| 2012   | Muscle Milk Pickett Racing | HPD ARX-03a | SEB | SPA | LEM | SIL | SAO | BAH | FUJ | SHA |
| 2012   | Muscle Milk Pickett Racing | HPD ARX-03a | DNF |     |     |     |     |     |     |     |
| 2023   | Cool Racing                | Oreca 07    | SEB | POR | SPA | LEM | MON | FUJ | BAH |     |
| 2023   | Cool Racing                | Oreca 07    | DNF |     |     |     |     |     |     |     |